# 廣寧之戰
廣寧之戰，發生於天啟元年（1621年），此役明軍大敗，王化貞與熊廷弼退保山海關，遼西土地盡失。

## 过程
遼瀋被後金攻佔後，明廷再次起用熊廷弼為兵部尚書兼左副都御史，駐山海關經略遼東軍務，又以王化貞為右僉都御史。巡撫王化貞和經略熊廷弼不和，熊廷弼議用“三方布置策”，率五千兵馬守右屯，化貞自領十三萬軍駐守廣寧城，以降將李永芳作為內應，孫得功做先鋒，調出廣寧（今遼寧錦州北鎮）、閭陽的守兵去攻打後金軍隊，祖大壽率領會合明將祁秉忠進戰，熊廷弼派部將劉渠支援，雙方戰於平陽橋（今遼寧大虎山南八家子附近）。孫得功和參將鮑承甫一交鋒即行逃亡，劉渠、祁秉忠戰死，祖大壽敗走覺華島（今菊花島），西平堡守將羅一貫殞國，至此明軍全軍覆沒。

### 王化貞不戰而逃
此時廣寧守軍嘩變，王化貞這時還在牙帳中整理文書，參將江朝棟等排闥而入，大喊：「事急矣，請公速走」。王化貞放棄廣寧逃亡，途中在大凌河遇到熊廷弼，化貞大哭，熊廷弼既笑且憤，質問王化貞：「六萬眾，一舉蕩平竟何如？」王化貞羞愧難當，化貞提議收集殘兵力守寧遠及前屯。廷弼卻說：「嘻，已晚，惟護潰民入關可耳。」「乃以己所將五千人授化貞為殿，盡焚積聚。二十六日，偕初命護潰民入關。」兵備道參政高邦佐獨自赴松山（遼寧錦縣松山鄉），長嘆：“不能存廣寧，何顏入關！”遂自縊死。

### 明軍不戰而退
二十三日廣寧尚未完全失守之際，熊廷弼竟未率軍入城進行殊死戰，盡守土之責，只是消極退至山海關；輕棄廣寧，乃至輕棄關外全部土地，種下日後被閹黨斬殺之口實。最後明軍只得退至山海關，沿途饑民哀號，哭聲震野，接著王化貞也退入關內。不久孫得功開門投降努爾哈赤，努爾哈赤一度因勝利過於簡單而懷疑是否中計，不敢進入廣寧城內。後金軍佔領廣寧，並接連攻陷義州、平陽橋、西興堡、錦州、鐵場、大淩河、錦安、右屯衛、團山、鎮寧、鎮遠、鎮安、鎮靜、鎮邊、大清堡、大康堡、鎮武堡、壯鎮堡、閭陽驛、十三山驛、小淩河、松山、杏山、牽馬嶺、戚家堡、正安、錦昌、中安、鎮彝、大靜、大寧、大平、大安、大定、大茂、大勝、大鎮、大福、大興、盤山驛、鄂拓堡、白土廠、塔山堡、中安堡、雙臺堡等40餘座城堡。努爾哈赤下令把遼河以西的百姓，驅趕到遼河迤東盡行屠戳，慘絕人寰。天啟五年（1625年，天命十年）八月，熊廷弼以「失陷廣寧罪」遭處死棄市，傳首九邊。魏忠賢雖對王化貞百般袒護，但由於罪行確鑿，遲至崇禎五年（1632年）處死。

## 结果
廣寧之戰後，明朝喪失了整個遼東。王化貞既失遼東，張鶴鳴懼罪，自請經略遼東，二十餘日後，以病告老還鄉。明廷再遣任命宣府巡撫解經邦為兵部右侍郎兼都察院右僉都御史經略，解經邦三次上疏，力辭重任，最後被朝廷“革職為民，永不敘用”，明熹宗再命王在晉經略遼東，在晉亦辭，不准，令其“刻期就道”，王在晉遂前往山海关。